# Rexkanin

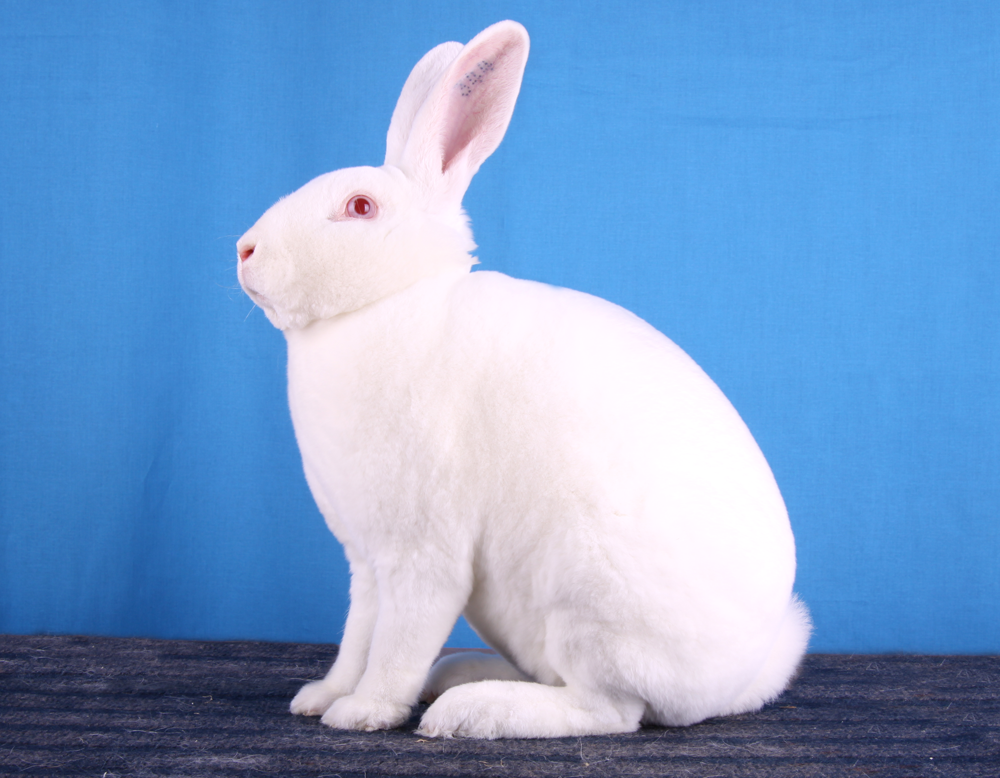
Rex, vit rödögd.

Rex är en kaninras som väger mellan 3,4 och 4,8 kg.
Rasen härstammar från Frankrike, där den först avlades fram år 1919. Den visades för första gången på en utställning i Paris. De första ungarna föddes i en kull från normalhårade djur, och var viltfärgade precis som sina föräldrar.
Pälsen är mycket tät med raka, 15 till 20 millimeter långa hår. Pälsstrukturen orsakas av en recessiv mutation som förkortar täckhåren, vilket gör att den mjuka underullen blir mycket framträdande och tät. Den brukar beskrivas som plyschaktig. Samma typ av mutation finns hos andra pälsbärande djur, till exempel rexkatter.
Rasen förekommer i ett flertal färger och teckningar. De vanligaste färgerna är Castor och vit rödögd, men de förekommer även i blå, svart, dalmatin m.m.
Rexkaniner är sociala, personliga djur och populära som sällskapsdjur.

## Kommersiell användning
På grund av pälsen används rexkaniner även som pälsdjur (speciellt typen "Castor Rex").

## Liten rex
Liten rex är en mindre variant av kaninen "Rex", idealvikten är 1,7–2,1 kg. Rasen godkändes 1 december 2010 i Nordisk kaninstandard. Rasens ursprungsland är USA där ett amerikanskt par vid namn Monna och Kenneth Berryhill vann ett avelspar "dvärgrexar" från Belgien. Efter år av avel kunde de första "mini rexarna" presenteras och rasen godkändes 1988. 